# Aslinn Rodas
Aslinn Enei Rodas de León (ur. 10 lipca 1992 w San Rafael) – gwatemalski piłkarz z obywatelstwem amerykańskim występujący na pozycji pomocnika, reprezentant Gwatemali.